# Fernsicht

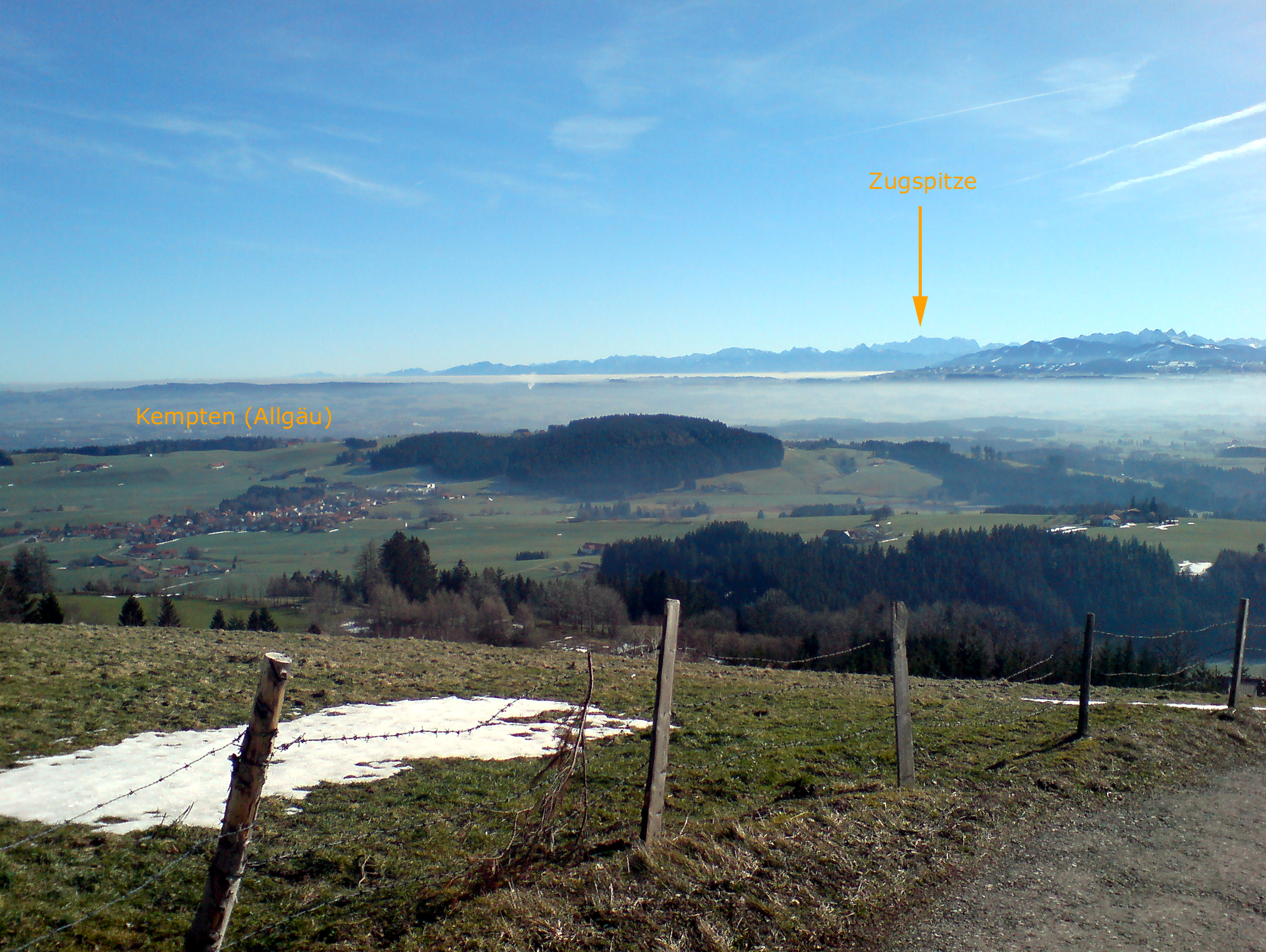
Beispiel für gute Fernsicht: Blick vom Blender in Richtung Zugspitze. Die Luftlinie zwischen beiden Punkten beträgt ca. 67 Kilometer. Vom Frühnebel verdeckt wird Kempten (Allgäu).

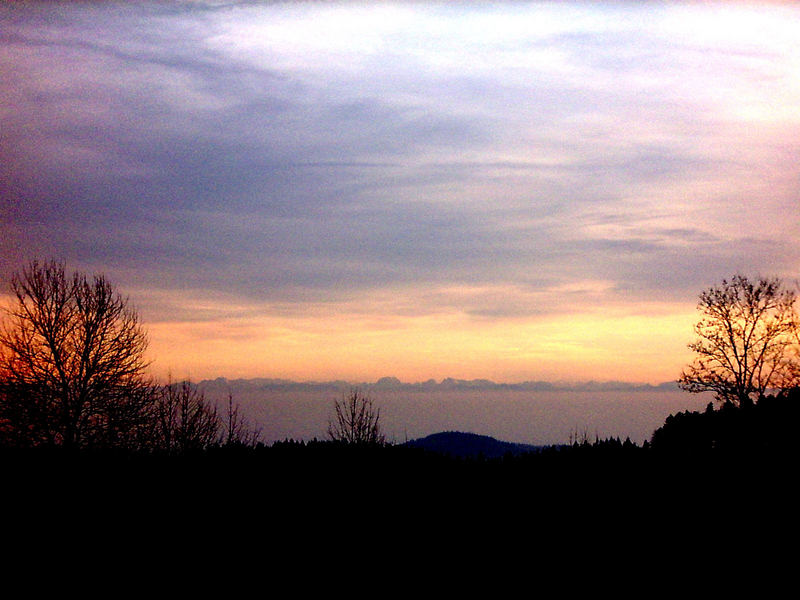
Außergewöhnlich gute Fernsicht über das Donautal bei Regensburg auf die ca. 140 km entfernte Alpenkette

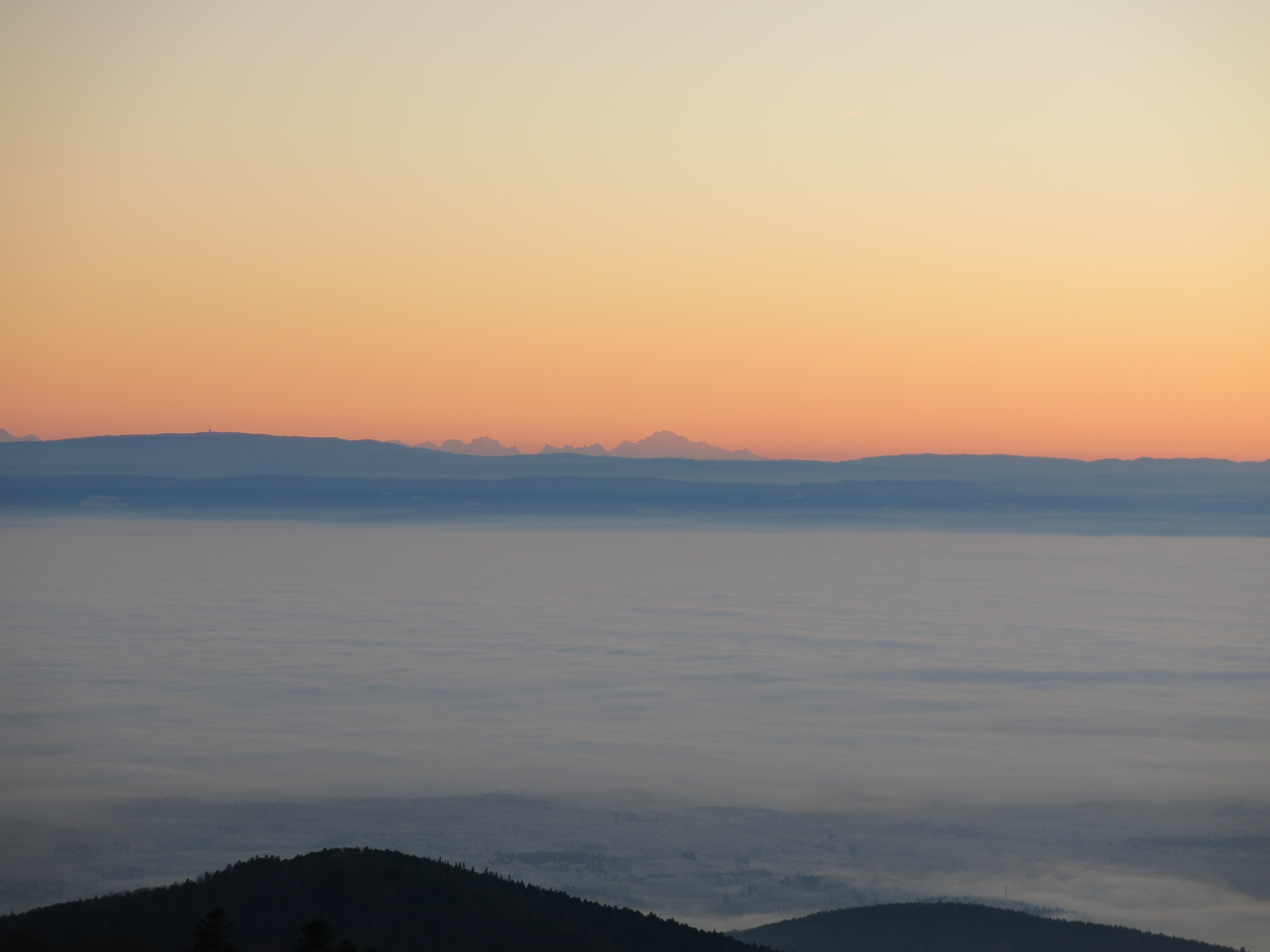
222 km Fernsicht aus den Vogesen über den Schweizer Jura hinweg zum Mont Blanc

Fernsicht ist eine freie Sicht beim Blick in die Ferne. Bei guter Fernsicht werden weit entfernte Objekte und landschaftliche Strukturen erkennbar, was abhängig von der Dominanz des Beobachtungsortes einen Überblick ermöglicht, der über die nähere Umgebung hinausgeht.

## Bedingungen für eine gute Fernsicht
Eine gute Fernsicht hat mehrere Voraussetzungen geografischer, meteorologischer und physiologischer Natur:
- Ein geeigneter Standort, so beispielsweise auf einem hohen Gebäude (Stadt- oder Kirchturm, Aussichtswarte), auf einem Berggipfel oder am Rand einer markanten Geländestufe. Eine besonders weite Fernsicht bietet der Blick aus einem Verkehrsflugzeug, bei 12.000 m Flughöhe bis zu 300 km.
- Ein weiter Blickwinkel mit freiem Horizont, idealerweise ein Rundumblick (360°). Mindestens 20° sind für eine visuelle Raumwahrnehmung nötig, etwa auf einem Steig zwischen Bäumen oder Felsen.
- Gute meteorologische Sichtbedingungen, also wenig Staub, Wasserdampf oder Dunst in der Erdatmosphäre.
- Gute und entspannte Augen, wozu bereits mehrfaches Blinzeln beitragen kann; angestrengtes Starren in die Ferne bewirkt oft das Gegenteil.

## Maximalwerte der Sichtweite
– zur Berechnung siehe Artikel Sichtweite –
Auf der Erde reicht eine gute Fernsicht meistens etwa 50 bis 100 km weit, doch können in der Nähe einer Großstadt schon 30 km außergewöhnlich erscheinen. Die weitestmögliche Sicht beträgt im Hochgebirge und günstigen Klimazonen (z. B. westliche Kordilleren) oder Wetterlagen (z. B. bei Föhn oder Inversionswetterlage) etwa 150 bis 300 km. Je weniger Aerosole die Luft enthält, desto besser ist ihre Durchsichtigkeit, für deren Angabe es – z. B. in der Luftfahrt –  spezielle Definitionen und Messinstrumente gibt. Bei optimalen Sichtverhältnissen ist beispielsweise vom höchsten Berg der Schwäbischen Alb, dem 1016 Meter hohen Lemberg, der Luftlinie etwa 295 km entfernte Gipfel des Mont Blanc zu erkennen, was als weiteste bodennahe Fernsicht in Deutschland gilt.
Auch für die Nautik und Geodäsie ist eine gute Fernsicht vorteilhaft. Bei der Küsten- oder Sichtnavigation rechnet man für praktische Zwecke mit Sichtweiten bis etwa 20 km, so auch für die Sichtbarkeit von Leuchtfeuern. Durch die meistens feuchte ozeanische Luft ist die Sichtweite auf See geringer als an Land. Die Sicht wird mit einem Fernrohr kaum besser als freiäugig, da der Kontrast abnimmt. Dennoch sind bei großräumigen geodätischen Winkel- und Distanzmessungen Visurlängen von 30 bis 60 km möglich. Dafür sind neben guten Wetterbedingungen häufig noch lichtstarke Zielpunkte nötig, wofür Gauß zur Spiegelung der Sonne das Heliotrop erfunden hat.
Im Gebirge und am Rand von Industriegebieten herrscht oft nach starkem Regen die beste Fernsicht, weil die Luft z. B. bei Rückseitenwetter besonders staubarm und vorübergehend ziemlich trocken ist. Wirklich klare Luft ist meistens erst bei Überschreiten der Peplopause gegeben, einer Grenzfläche in 1–3 km Höhe, mit der die bodennahe Grundschicht (Peplosphäre) von der freien Atmosphäre abgesetzt wird. Die besten Sichtbedingungen auf die Erdoberfläche ergeben sich jedoch aus einer niedrigen Erdumlaufbahn.

## Fernsicht aus dem Weltraum
Schon um 1960 zeigten die ersten Fotos aus dem Beginn der Raumfahrt, dass der steile (insbesondere vertikale) Blick durch die Erdatmosphäre klarer ist als ursprünglich erwartet (siehe Literatur unten). Immer wieder berichten selbst erfahrene Astronauten von ihrer Überraschung, welch feine Details sie aus den Raumschiffen erkennen können. Dazu trägt nach Ansicht einiger Raumfahrtmediziner auch die Änderung des optokinetischen Nystagmus (unbewusstes Augenzittern) in der Schwerelosigkeit bei.
Die weitestmögliche Fernsicht besteht im Blick auf den nächtlichen Sternhimmel. Fallweise zu sehende Sternschnuppen treten 50 bis 120 km über der Erdoberfläche auf, Polarlichter 100 bis 200 km, die Planeten mit vielen Millionen Kilometern noch 10 bis 100.000 mal weiter entfernt, und die nächsten Fixsterne ab 4½ Lichtjahre nochmals in Millionen Mal weiterer Distanz. Das entfernteste freiäugig sichtbare Objekt ist der Andromedanebel (astronomisch die Galaxie M31) in ca. 2,5 Mio. Lichtjahren Entfernung.